# Запретное царство
«Запретное царство» (англ. The Forbidden Kingdom) — фильм режиссёра Роба Минкоффа. Это первый фильм, в котором снялись две звезды с известным именем в жанре боевого искусства — Джеки Чан и Джет Ли.

## Сюжет
Подросток Джейсон из южного Бостона — ярый фанат кунг-фу и фильмов про это боевое искусство, которые он регулярно покупает в чайна-тауне. Однажды на складе частного магазина компакт-дисков, принадлежащих старому китайцу Хоупу (Джеки Чан), он находит легендарный шест Царя Обезьян. По пути домой на Джейсона нападает банда подростков, которые, увидев ценные диски,  требуют отвести их к магазину с целью ограбления. Джейсон не может им противиться и ведёт их в магазин. Когда банда ищет деньги, Хоуп бьёт одного из них шестом, но главарь банды Лупо достаёт пистолет и стреляет в Хоупа. Смертельно раненый Хоуп передаёт шест Джейсону и просит вернуть его законному владельцу. Джейсон пытается сбежать от банды. Когда его загоняют в тупик на крыше, шест сам собой подтаскивает Джейсона к краю, и Джейсон падает вниз.
Упав, Джейсон оказывается в сказочном Запретном царстве, которым правит Нефритовый Военачальник (Коллин Чоу) — предводитель нефритовой армии. После ухода на 500-летнюю медитацию Императора Нефритовый Военачальник получил наказ от него наградить Царя Обезьян, но ослушался и сразился с ним. Царь Обезьян оказался замурованным в каменном коконе, но перед поражением он забросил шест в Срединный Мир. Возвращение шеста означает реализацию древнего пророчества — знак возвращения в мир Царя Обезьян.
По дороге Джейсону встречаются даос Лу Янь (Джеки Чан) и девушка-сирота Золотой Воробей, всегда говорящая о себе в третьем лице с помощью местоимения «она» из-за полученной психологической травмы, связанной с гибелью родителей. Джейсон овладевает искусством кунг-фу, однако таинственный монах (Джет Ли) крадёт шест. Даос и монах сражаются в храме за право обладать реликвией, но оказывается, что они заодно.
Монах ведёт друзей через пустыню, где им предстоит сражение с Ведьмой с серебряными волосами, та что родилась от волков — ей Нефритовый Военачальник обещал эликсир бессмертия в обмен на шест. Ведьма стрелой тяжело ранит Лу Яня. Теперь Джейсон желает заполучить эликсир бессмертия в обмен на шест. Он сам идёт во дворец Нефритового Военачальника. Там ему предстоит сражение с Ведьмой. Это сражение заканчивается неудачно: Джейсон в плане кунг-фу — всего лишь продвинутый любитель, но не мастер, и Ведьма за короткое время берёт над ним верх. Военачальник отдаёт эликсир Ведьме, а Джейсона приговаривает к смерти. Но, тем временем, друзья Джейсона также оказываются во дворце, спасая ему жизнь. Туда же приносят на носилках раненного даоса. Джейсон передаёт ему эликсир бессмертия и, выпив его, даос поправляется. Военачальник смертельно ранит монаха, и тот передаёт шест Джейсону, который, ударив им по каменному кокону, где был заточён Царь Обезьян, освобождает его, и сразу после этого монах превращается в волос, который, как оказалось, принадлежал Царю Обезьян. Начинается всеобщая потасовка, в результате которой гибнут Военачальник, Ведьма и девушка Золотой Воробей (перед смертью она впервые за долгое время называет себя в первом лице). Джейсон тоже принимает участие в бою, побеждая одного за другим бойцов Нефритового Военачальника. Небесный император возвращается из медитации, и, движимый благодарностью, переносит Джейсона обратно в наш мир.
Вернувшись, Джейсон, прошедший под руководством даоса и монаха необходимое обучение, легко побеждает Лупо в драке. Хоуп был спасён вовремя подоспевшей бригадой скорой помощи. Джейсон сказал ему, что вернул шест законному владельцу. А позже он познакомился с девушкой, работающей в магазине сувениров «Золотой воробей». Более того, она похожа на девушку Золотой Воробей.
Джейсон продолжает совершенствовать своё мастерство в кунг-фу. За кадром звучит рассказ Лу Яня о дальнейших приключениях Царя Обезьян. Только в рассказе он упомянул Джейсона.

## В ролях
- Джет Ли — Монах / Сунь Укун (Царь Обезьян)
- Джеки Чан — Даос Лу Янь / Хоуп, владелец ломбарда с дисками
- Коллин Чоу[англ.] — Нефритовый Военачальник
- Майкл Ангарано — Джейсон
- Лю Ифэй — Золотой Воробей / девушка из Чайна-тауна
- Ли Бинбин — Ведьма
- Морган Бенуа — Лупо
- Томас МакДонелл — молодой Соти
- Джек Пособец[англ.]
- Хуана Коллиньон
- Чжи Ма Гуй

## Сборы
В прокате с 18 апреля по 19 июня 2008 года, наибольшее число показов в 3 151 кинотеатрах единовременно. За время проката собрал 127 967 573 $, из них в мире 75 892 303, в США — 52 075 270 $. В странах СНГ фильм шёл с 24 апреля по 7 июня 2008 и собрал 2 740 124 $.